# Idiophyseter
Idiophyseter — рід макрорапторіальних кашалотів з міоцену. Його скам'янілості були знайдені в Темплтоні, Каліфорнія. Ідіофізетер був невеликим за розміром порівняно з сучасними родами, а його верхня щелепа має однокореневі альвеоли. У ньому відсутній вентральний внутрішній відросток, який є у сучасного роду кашалотів (Physeter).